# Península d'Osa
La península d'Osa és una península de Costa Rica ubicada a la costa sud-oest de l'oceà Pacífic, limitada per la badia de Coronado al nord i golf Dulce al sud. Administrativament, la península es troba al sud de la província de Puntarenas. És, junt amb la península de Nicoya una de les dues penínsules més importants del país.
S'hi troba un gran nombre d'hàbitats tropicals: boscos plujosos, aiguamolls costaners boscos de muntanya, etc.
En aquesta regió es troba el parc nacional Corcovado, que és la zona protegida més gran de Costa Rica i que, segons National Geographic és «l'àrea biológicament activa més intensa del món»